# ПТАБ-2,5-1,5
ПТАБ-2,5-1,5 (індекс УВ ВВС — 7-Т-118) — радянська протитанкова авіаційна бомба калібром 2,5 кг (в габаритах 2,5-кг авіабомби) і масою 1,5 кг, призначена для ураження бронетехніки за допомогою кумулятивного ефекту.

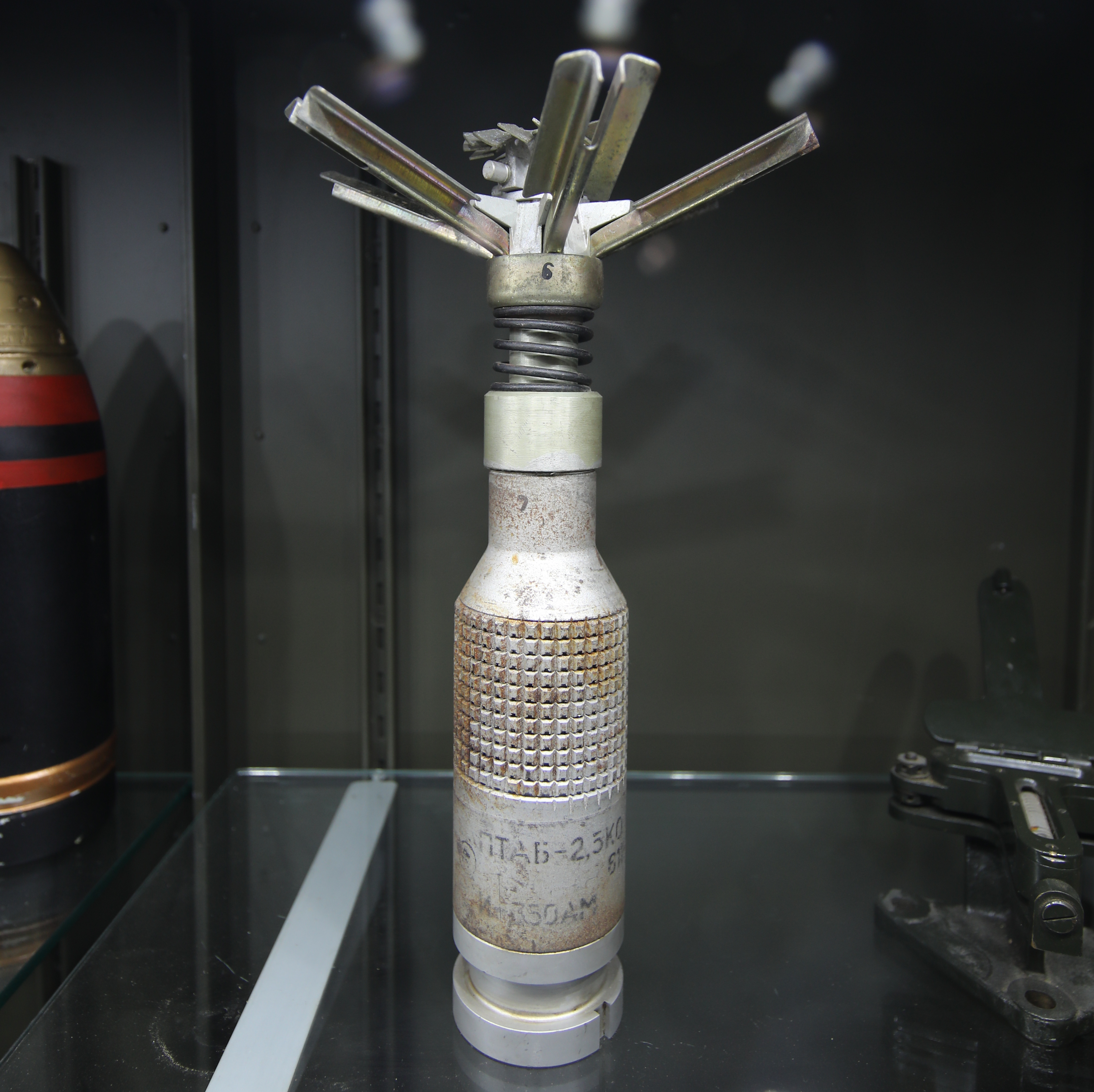
Бомба ПТАБ-2,5-1,5

Наймасовіша авіабомба СРСР в роки Німецько-радянської війни (в 1943—1945 рр. в армію поставлено 14,6 млн бомб). Розробник — ЦКБ-22, конструктор І. О. Ларіонов.

## Характеристика
- Тип: протитанкова авіаційна бомба
- Маса, кг: 1,50
- Калібр: 2,5 кг
- Вибухова речовина: ТГА-16
- Маса вибухової речовини, кг: 0,620
- Механізм детонації: донний детонатор АД-А

## Розробка і застосування
Кумулятивна авіабомба була розроблена в СРСР в 1942 році, в Центральному конструкторському бюро № 22, яке спеціалізувалося на розробці детонаторів (на 2015 рік це НДІ «Пошук» в Санкт-Петербурзі). Перший зразок являв собою 10-кг авіабомбу, але згодом його зменшили до габаритів 2,5-кг суббоєприпасів. Підривник АД-А (індекс Управління озброєнь ВПС — 7-В-118), донний.
Бомба широко застосовувалася радянською авіацією в Німецько-радянській війні. Споряджалися в касетах по 48 штук. Штурмовик Іл-2 брав по чотири таких контейнера. Перше бойове застосування — 5 липня 1943 року на Курській дузі.
При скиданні ПТАБ накривали ділянку близько 15 × 200 м. З огляду на те, що горизонтальне бронювання танків традиційно вельми слабке, ймовірність ураження цілі була досить високою. Бронепробивність становила від 60 мм при куті зустрічі 30° до 100 мм при 90°, що було цілком достатньо. Навіть у T-VI «Тигр» перших серій товщина даху корпусу та башти становила всього близько 25 мм, у Т-V «Пантери» — 16-18 мм.
Тому в перші дні застосування ПТАБ ефективність Іл-2 була вражаючою (до 6-8 танків з одного заходу).
І. О. Ларіонова в січні 1944 року нагороджено за розробку бомби і підривника до неї орденом Леніна, а 1946 року — удостоєно звання лауреата Сталінської премії.

## З мемуарів учасників війни
Командувач 16-ї авіаційної армії генерал С. І. Руденко згадував:

Від самого початку бою на курському напрямку німецьким хваленим танкам «тигр» і «пантера», самохідним гарматним установкам «фердинанд» радянські льотчики-штурмовики протиставили вогневу міць «Ілів», забезпечених ПТАБ. Першим скинув їх на танкову колону Герой Радянського Союзу майор В.Голубєв. І одразу ми переконалися в тому, яку грізну зброю отримали штурмовики. Важила бомба 1,5-2,5 кг, падаючи на броню танка, вона не відскакувала, а ніби прилипала до неї. Спрямованим кумулятивним вибухом наскрізь пропалювалася броня «тигрів» і «пантер», і ті спалахували.
Оригінальний текст (рос.)
С самого начала сражения на курском направлении немецким хвалёным танкам «тигр» и «пантера», самоходным орудийным установкам «фердинанд» советские лётчики — штурмовики противопоставили огневую мощь «илов», снабженных ПТАБ. Первым сбросил их на танковую колонну Герой Советского Союза майор В.Голубев. И сразу мы убедились в том, какое грозное оружие получили штурмовики. Весила бомба 1,5-2,5 кг, падая на броню танка, она не отскакивала, а как бы прилипала к ней. Направленным кумулятивным взрывом насквозь прожигалась броня «тигров» и «пантер», и те загорались.
— Герой Радянського Союзу Маршал авіації  Руденко С.І. Крылья Победы. - М: Воениздат, 1976.- С.169.